# Kerkbrug (Voorburg)
De huidige Kerkbrug is een brug aan de rand van de Nederlandse plaats Voorburg. De huidige ophaalbrug dateert uit 1919, maar de eerste brug op die plaats was een vaste brug uit 1511.
De Kerkbrug gaat over de Vliet en werd vroeger de Voorburgsche Brug genoemd. De brug verbindt de Kerkstraat met de Westvlietweg. In 1892 werd er een nieuwe vaste brug gebouwd, waarvan de bakstenen bruggenhoofden nog te zien zijn. In de oostelijke bruggenhoofd staat "ANNO 1892" gebeiteld. In 1919 werd het middenstuk van de brug vervangen door een beweegbare ijzeren ophaalbrug. Het wegdek bestaat uit houten planken.

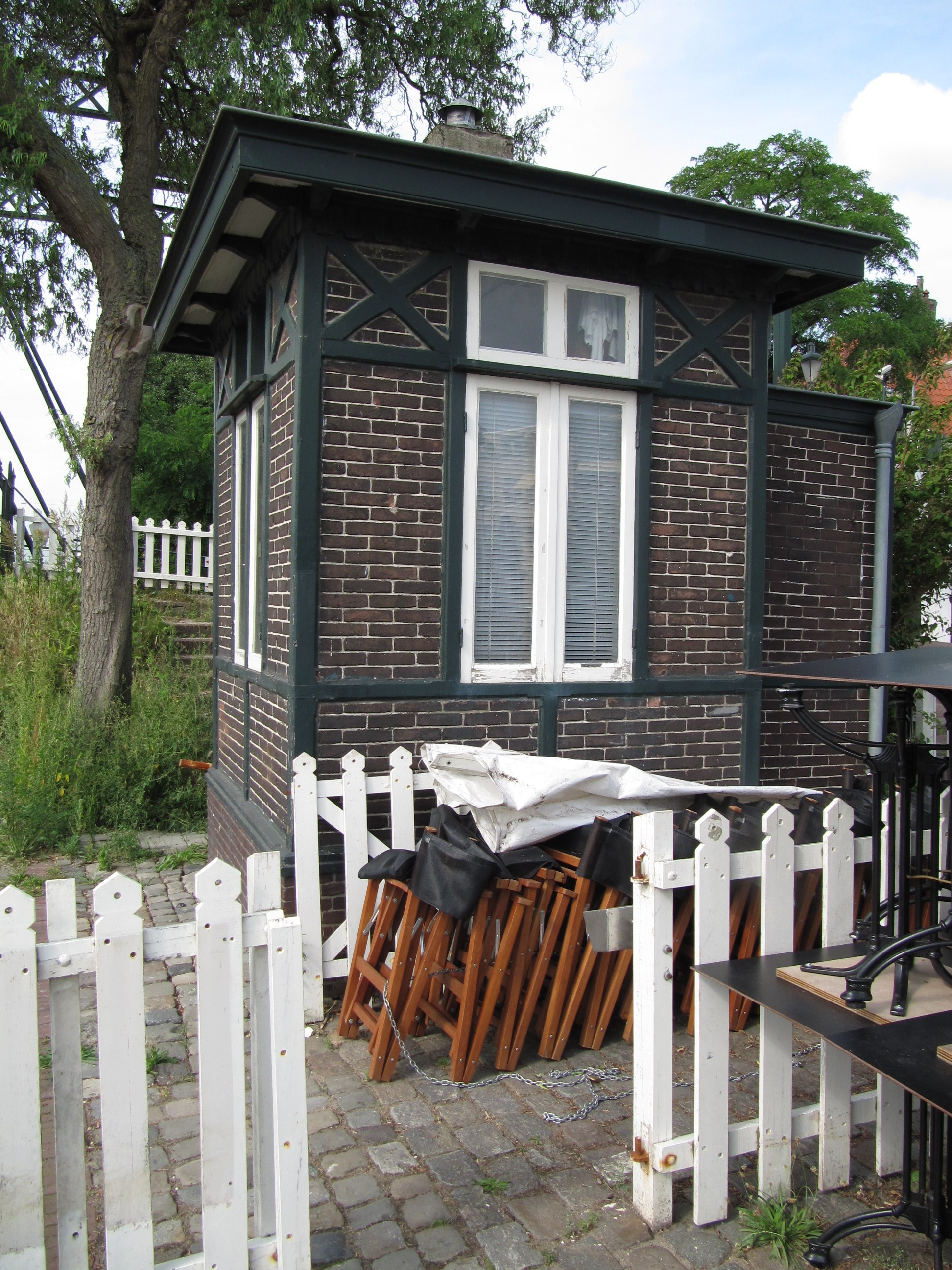
Het brugwachtershuisje

De brug en het erbij staande brugwachtershuisje in chaletstijl uit 1892, verplaatst in 1978, staan sinds 2001 op de Rijksmonumentenlijst en maken ook deel uit van het beschermd dorpsgezicht van Voorburg.
De brug en het huisje zijn vrijwel identiek aan de Nieuwe Tolbrug en het daarbij behorende huisje.
Het beheer van de brug berust bij Rijkswaterstaat West-Nederland Zuid.